# Gold (album des Scorpions)
Pour les articles homonymes, voir Gold.
Albums de Scorpions
The Millennium Collection : The Best of Scorpions
(2000) Bad for Good: The Very Best of Scorpions
(2002)
Gold est une compilation du groupe allemand de hard rock Scorpions sortie le 18 février 2002.

## Liste des titres 2:22:36
| No  | Titre                           | Paroles | Musique | Album | Durée |
| --- | ------------------------------- | ------- | ------- | ----- | ----- |
| 01. | Still loving you                |         |         | Gold  | 06:12 |
| 02. | Under the same sun              |         |         | Gold  | 04:54 |
| 03. | Always somewhere                |         |         | Gold  | 04:55 |
| 04. | No one like you                 |         |         | Gold  | 03:55 |
| 05. | Blackout                        |         |         | Gold  | 03:51 |
| 06. | Is there anybody there?         |         |         | Gold  | 04:17 |
| 07. | Send me an angel                |         |         | Gold  | 04:34 |
| 08. | Wind of change                  |         |         | Gold  | 05:16 |
| 09. | Rock you like a hurricane       |         |         | Gold  | 04:14 |
| 10. | Rhythm of love                  |         |         | Gold  | 03:50 |
| 11. | Big city nights                 |         |         | Gold  | 03:58 |
| 12. | White dove                      |         |         | Gold  | 04:22 |
| 13. | Holiday                         |         |         | Gold  | 06:33 |
| 14. | Believe in love                 |         |         | Gold  | 04:49 |
| 15. | Lady starlight                  |         |         | Gold  | 06:25 |
| 16. | When the smoke is going down    |         |         | Gold  | 03:57 |
| 17. | Hurricane 2000                  |         |         | Gold  | 06:04 |
| 18. | Big city nights (2000 version)  |         |         | Gold  | 04:37 |
| 19. | Lovedrive                       |         |         | Gold  | 04:51 |
| 20. | Loving you sunday morning       |         |         | Gold  | 05:38 |
| 21. | Bad boys running wild           |         |         | Gold  | 03:56 |
| 22. | Still loving you (2000 version) |         |         | Gold  | 07:29 |
| 23. | Coast to coast                  |         |         | Gold  | 04:44 |
| 24. | I'm leaving you                 |         |         | Gold  | 04:17 |
| 25. | Coming home                     |         |         | Gold  | 05:01 |
| 26. | Moment of glory                 |         |         | Gold  | 05:08 |
| 27. | Can't live without you (live)   |         |         | Gold  | 05:35 |
| 28. | Holiday (live)                  |         |         | Gold  | 03:23 |
| 29. | Still loving you (live)         |         |         | Gold  | 05:51 |

Source des titres et durées.